# Rudolf Andersch
Rudolf Andersch, avstrijski general, * 2. januar 1869, † ?.

## Življenjepis
5. junija 1916 je prevzel poveljstvo 12. artilerijske brigade.
1. januarja 1919 je bil upokojen.

## Pregled vojaške kariere
Napredovanja
- generalmajor: 1. november 1917 (z dnem 7. februarjem 1918)